# Storfors (plaats)
Storfors is een plaats in de gemeente Storfors in het landschap Värmland en de provincie Värmlands län in Zweden. De plaats heeft 2442 inwoners (2005) en een oppervlakte van 287 hectare.

## Verkeer en vervoer
Bij de plaats lopen de Riksväg 26 en Länsväg 237.
De plaats heeft een station op de spoorlijn Gällivare - Kristinehamn.